# Desertana martinsonae
Desertana martinsonae är en insektsart som beskrevs av Rauno E. Linnavuori och Delong 1977. Desertana martinsonae ingår i släktet Desertana och familjen dvärgstritar. Inga underarter finns listade i Catalogue of Life.